# Bad Girls (canción de M.I.A.)
«Bad Girls» —en español: «Chicas malas»— es una canción de la artista M.I.A. para su cuarto álbum de estudio, programado para su estreno en el verano de 2012. La canción está escrita por Maya «M.I.A.» Arulpragasam, Marcella Araica y Floyd Nathaniel Hills «Danja», y producido por este último. La canción, su primer lanzamiento después de su salida de XL Recordings en 2011, fue autoeditado en todo el mundo bajo licencia exclusiva a Interscope Records en los EE. UU. el 31 de enero de 2012. Una versión más corta de la canción apareció en Vicki Leekx (2010), una mixtape gratis en línea el 31 de diciembre de 2010. «Bad Girls» fue lanzado como descarga digital un día después de su estreno mundial en radio y en línea.

## Antecedentes y descripción
«Bad Girls» estaba originalmente incluida en el segundo mixtape de la cantante, Vicki Leekx (2010), lanzado al final de dicho año. Sin embargo, la canción fue utilizada como primer sencillo de su cuarto álbum de estudio, próximo a lanzarse en diciembre de 2012. La portada del sencillo fue publicada el 25 de enero de 2012. Durante una entrevista con Spin, M.I.A. emitió un breve comentario sobre la pista, afirmando que «es sólo una base sobre todo lo que dije en mi álbum Maya, y Vicki Leekx que era una extensión o una parte con todas las cosas de Maya». 
«Bad Girls» fue transmitida por primera vez el 30 de enero en la radio británica BBC Radio 1, mientras que al día siguiente se lanzó como sencillo en Amazon.com y el 1 de febrero en iTunes. Además, una versión en físico del sencillo fue lanzado el 12 de febrero en el Reino Unido.
Musicalmente, es una canción de género R&B y worldbeat, la cual incorpora «un toque» de música del Oriente Medio. Líricamente, habla sobre las relaciones sexuales y las drogas.

## Video
El video fue filmado en Marruecos. El diseño de la ropa fue realizado por la propia Maya. La dirección del video estuvo encargada por Romain Gavras (quien también dirigió el video de «Born Free»). El video se refiere a la polémica, del que las mujeres de oriente no pueden conducir vehículos.
La crítica elogio al video seleccionándolo como uno de los mejores videos de la historia. En la lista de MuchMusic, el video fue ubicado en el tercer puesto de la lista, «Mejores Videos de la Historia». Debajo de «Thriller» de Michael Jackson, y de «Bad Romance» de Lady Gaga.

## Uso en los medios
«Bad Girls» fue utilizada en el episodio «Blue Ivy» de la temporada 4 de la serie de televisión 90210, el episodio «It Girl, Interrupted» de la temporada 5 de la serie televisiva Gossip Girl, y el episodio «Liv» en la temporada 6 de la serie de televisión del Reino Unido Skins. 2 «Bad Girls» fue utilizado en un tráiler de la próxima temporada 9 de The Bad Girls Club de Oxygen que se emite en 9 de julio de 2012 y en el piloto de la serie de Fox The Mindy Projec. También se ha utilizado en películas Identity Thief, The Bling Ring y  The Heat. A su vez, esta canción está incluida en el videojuego Grand Theft Auto V, concretamente en la emisora «Non stop FM», perteneciente a la radio del juego.

## Lista de canciones
Reino Unido – Descarga digital
1. «Bad Girls» – 3:48

The Remixes
1. «Bad Girls (N.A.R.S. Remix) [feat. Missy Elliott & Azealia Banks]» – 2:58
2. «Bad Girls (Switch Remix) [feat. Missy Elliott & Rye Rye]» – 3:23
3. «Bad Girls (Leo Justi Remix)» – 3:55

## Posicionamientos en las listas

### Semanales
| País              | Lista                     | Mejor posición |      |
| 2012              | 2012                      | 2012           | 2012 |
| ----------------- | ------------------------- | -------------- | ---- |
| Australia         | Australian Singles Charts | 81             |      |
| Australia         | Urban Singles Chart       | 29             |      |
| Bélgica (Flandes) | Ultratip 50               | 38             |      |
| Bélgica (Flandes) | Ultratip 50               | 38             |      |
| Canadá            | Canadian Hot 100          | 92             |      |
| Corea del Sur     | Corean Singles Chart      | 58             |      |
| Estados Unidos    | Billboard Hot 100         | 3              |      |
| Francia           | French Singles Chart      | 61             |      |
| Irlanda           | Irish Singles Chart       | 80             |      |
| Reino Unido       | UK Singles Chart          | 43             |      |
| Reino Unido       | UK Airplay                | 62             |      |
| Reino Unido       | UK R&B Chart              | 17             |      |
| Suiza             | Swiss Singles Charts      | 61             |      |

## Premios y nominaciones
| Año  | Premios                | Categoría                            | Resultado |
| ---- | ---------------------- | ------------------------------------ | --------- |
| 2012 | MTV Video Music Awards | Video del año                        | Nominado  |
| 2013 | Premios Grammy         | Mejor video musical de formato corto | Nominado  |